# Division 1 1986/87
Die Division 1 1986/87 war die 49. Austragung der professionellen französischen Fußballliga. Meister wurden zum vierten Mal seit 1950 und zum dritten Mal binnen der letzten vier Jahre die Girondins Bordeaux.
Erster Spieltag war der 5. August 1986, letzter Spieltag der 5. Juni 1987. Es gab diesmal eine besonders lange Winterpause vom 22. Dezember bis 26. Februar.

## Vereine
Teilnahmeberechtigt waren die Vereine, die die Vorsaison nicht schlechter als auf dem 17. Platz abgeschlossen hatten, dazu zwei direkte Aufsteiger aus der zweiten Division und der Gewinner der Relegationsrunde. Somit spielten in dieser Saison folgende Mannschaften um den Meistertitel:
- zwei Klubs aus dem äußersten Norden (OSC Lille, Racing Lens),
- drei aus Paris beziehungsweise der Bourgogne (Titelverteidiger Paris Saint-Germain, Aufsteiger Racing Paris, AJ Auxerre),
- drei aus dem Nordosten (FC Metz, Relegationssieger AS Nancy, FC Sochaux),
- fünf aus dem Nordwesten (Le Havre AC, Stade Rennes, Brest Armorique FC, FC Nantes, Stade Laval),
- zwei aus dem Südwesten (Girondins Bordeaux, FC Toulouse),
- fünf aus dem Südosten (Aufsteiger AS Saint-Étienne, Olympique Marseille, SC Toulon-Var, OGC Nizza, AS Monaco).

## Saisonverlauf
Es galt die Zwei-Punkte-Regel; bei Punktgleichheit gab die Tordifferenz den Ausschlag für die Platzierung.
Nach dem erneut vorzeigbaren Abschneiden der französischen Nationalelf bei der Weltmeisterschaftsendrunde nahm das Interesse von Fernsehsendern und Sponsoren auch am Vereinsfußball weiter zu. So engagierten sich beispielsweise der Matra-Konzern bei Racing Paris und der Unternehmer Bernard Tapie bei Marseille mit erheblichen Beträgen, und diese Klubs setzten eher auf den Kauf „fertiger Spieler“ als auf die Nachwuchsförderung; auch Bordeaux und Paris Saint-Germain investierten vor Saisonbeginn erheblich auf dem Transfermarkt, wodurch beispielsweise in PSGs Aufgebot anschließend mit Halilhodžić aus Nantes, Bocandé aus Metz und Rocheteau gleich drei teure Torjäger mit zusammengerechnet 60 Treffern in der vorangegangenen Spielzeit für die Position des Sturmführers standen. Diese vier Mannschaften galten als Favoriten für den Meistertitel. Ebenfalls noch vor dem Saisonstart entwickelte sich, ausgelöst durch den Wechsel des „ewigen Girondins“ Alain Giresse zu Marseille, ein öffentlicher Dauerdisput zwischen den beiden autokratischen Klubpräsidenten Tapie und Bez, die wenige Jahre danach beide aufgrund ihres Finanzgebarens zu Gefängnisstrafen verurteilt werden sollten.
Sportlich fielen die beiden Hauptstadtklubs bereits in der Hinrunde zurück, während sich Marseille (Herbstmeister) und Bordeaux an der Tabellenspitze etablierten, ohne dass sich einer von ihnen entscheidend absetzen konnte. In der Winterpause verstärkten die Girondins sich durch einen sehr preiswerten, jungen Stürmer aus Savoyen, der bis dahin überwiegend bei bescheidenen Schweizer Vereinen (Étoile Carouge, AC Bellinzona) gespielt hatte, und dieser Philippe Fargeon erwies sich als echter Glücksgriff – in 18 Punktspielen gelangen ihm 15 Treffer. Mitte April bezwang Bordeaux seinen direkten Kontrahenten aus Marseille mit 3:0, obwohl die Girondins ab der 20. Spielminute nur noch zu zehnt spielten, weil Abwehrspieler Rohr in der Wahl seiner Mittel gegen den „Abtrünnigen“ Giresse wiederholt wenig zimperlich gewesen war. Auch weil Olympique anschließend noch fünf weitere Niederlagen kassierte, standen die Girondins bereits nach dem 35. Spieltag als Meister fest. Anfang Juni trafen die beiden Kontrahenten im Pokalendspiel noch einmal aufeinander; Bordeaux siegte erneut und sicherte sich damit als neunte französische Mannschaft seit 1933 zusätzlich den Doublé. Dennoch galt diese Saison insgesamt als treffer- und ereignisarm. Sie brachte hinsichtlich der Gesamtzahl erzielter Tore einen Liga-Negativrekord – Tiefpunkt war der achte Spieltag mit gerade einmal neun Toren in zehn Punktspielen –, und abgesehen von der ersten Austragung der Meisterschaft, als die Mannschaften allerdings lediglich halb so viele Spiele wie diesmal bestritten, war noch nie ein Angreifer mit nur 18 Saisontreffern Torschützenkönig der Division 1 geworden. Außerdem endete ein Drittel aller Begegnungen (125) mit einem Unentschieden.
Am unteren Ende der Tabelle befand sich Rennes frühzeitig in einer aussichtslosen Position, während der Kampf gegen den zweiten Abstiegsplatz und die Teilnahme an der Relegationsrunde für die beteiligten Vereine bis zuletzt eine gewisse Spannung erhielt. Am Ende erwischte es Nancy und etwas später auch noch Sochaux, der in den Barrages den Klassenerhalt gegen Zweitligist AS Cannes verspielte. Direkte Aufsteiger zur folgenden Saison waren Chamois Niort und Montpellier La Paillade SC.

## Abschlusstabelle
| Pl. | Verein                  | Sp. | S  | U  | N  | Tore    | Diff. | Punkte |
| --- | ----------------------- | --- | -- | -- | -- | ------- | ----- | ------ |
| 1.  | Girondins Bordeaux (P)  | 38  | 20 | 13 | 5  | 057:270 | +30   | 53:23  |
| 2.  | Olympique Marseille     | 38  | 18 | 13 | 7  | 052:330 | +19   | 49:27  |
| 3.  | FC Toulouse             | 38  | 18 | 12 | 8  | 054:320 | +22   | 48:28  |
| 4.  | AJ Auxerre              | 38  | 17 | 13 | 8  | 045:320 | +13   | 47:29  |
| 5.  | AS Monaco (P)           | 38  | 15 | 15 | 8  | 041:330 | +8    | 45:31  |
| 6.  | FC Metz                 | 38  | 14 | 15 | 9  | 054:320 | +22   | 43:33  |
| 7.  | Paris Saint-Germain (M) | 38  | 14 | 13 | 11 | 035:330 | +2    | 41:35  |
| 8.  | Brest Armorique FC      | 38  | 14 | 12 | 12 | 043:410 | +2    | 40:36  |
| 9.  | Stade Laval             | 38  | 12 | 14 | 12 | 040:460 | −6    | 38:38  |
| 10. | Racing Lens             | 38  | 11 | 15 | 12 | 037:400 | −3    | 37:39  |
| 11. | OGC Nizza               | 38  | 15 | 7  | 16 | 038:490 | −11   | 37:39  |
| 12. | FC Nantes               | 38  | 12 | 12 | 14 | 035:380 | −3    | 36:40  |
| 13. | Racing Paris (N)        | 38  | 14 | 8  | 16 | 041:450 | −4    | 36:40  |
| 14. | OSC Lille               | 38  | 12 | 10 | 16 | 039:380 | +1    | 34:42  |
| 15. | SC Toulon-Var           | 38  | 10 | 14 | 14 | 036:460 | −10   | 34:42  |
| 16. | AS Saint-Étienne (N)    | 38  | 9  | 15 | 14 | 027:320 | −5    | 33:43  |
| 17. | Le Havre AC             | 38  | 8  | 16 | 14 | 039:500 | −11   | 32:44  |
| 18. | FC Sochaux              | 38  | 9  | 13 | 16 | 035:510 | −16   | 31:45  |
| 19. | AS Nancy (R)            | 38  | 8  | 13 | 17 | 028:400 | −12   | 29:47  |
| 20. | Stade Rennes            | 38  | 5  | 7  | 26 | 020:580 | −38   | 17:59  |

Platzierungskriterien: 1. Punkte – 2. Tordifferenz – 3. geschossene Tore

| (M) | amtierender französischer Meister        |
| (P) | amtierender französischer Pokalsieger    |
| (N) | Neuaufsteiger aus der Division 2 1985/86 |
| (R) | Relegationssieger                        |

## Kreuztabelle
|                     | AJ Aux | Gi. Bor | AFC Bre | St. Lav | AC LeH | RC Len | OSC Lil | Ol. Mar | FC Met | AS Mon | AS Ncy | FC Nts | OGC Niz | SG Par | RC Par | St. Ren | AS StÉ | FC Soc | SC Tln | FC Tls |
| AJ Auxerre          |        | 0:1     | 1:0     | 1:1     | 1:0    | 3:1    | 1:0     | 0:0     | 0:0    | 1:1    | 4:2    | 1:0    | 2:1     | 1:2    | 2:0    | 1:0     | 3:0    | 0:0    | 2:0    | 2:1    |
| Girondins Bordeaux  | 2:0    |         | 1:2     | 1:1     | 3:0    | 0:0    | 3:0     | 3:0     | 1:0    | 1:1    | 4:2    | 2:0    | 4:1     | 2:0    | 2:0    | 4:1     | 1:0    | 3:0    | 2:1    | 2:3    |
| Brest Armorique FC  | 0:0    | 1:1     |         | 1:2     | 2:0    | 1:3    | 0:0     | 0:0     | 0:0    | 1:0    | 2:0    | 2:1    | 1:3     | 0:0    | 2:0    | 2:1     | 1:0    | 0:0    | 1:1    | 1:2    |
| Stade Laval         | 0:2    | 1:2     | 1:0     |         | 2:1    | 1:1    | 2:1     | 0:0     | 1:1    | 2:0    | 0:0    | 1:1    | 0:0     | 4:3    | 3:1    | 3:0     | 2:1    | 1:1    | 3:2    | 0:0    |
| Le Havre AC         | 1:4    | 1:1     | 1:2     | 2:1     |        | 0:0    | 1:1     | 1:3     | 2:2    | 1:1    | 3:0    | 1:0    | 3:0     | 2:0    | 2:2    | 1:1     | 1:0    | 3:1    | 1:1    | 1:1    |
| Racing Lens         | 1:1    | 0:0     | 2:1     | 0:2     | 0:0    |        | 1:3     | 3:0     | 0:0    | 1:1    | 0:0    | 2:2    | 4:0     | 1:0    | 0:1    | 2:1     | 2:0    | 0:0    | 2:1    | 1:1    |
| OSC Lille           | 1:1    | 0:0     | 2:1     | 2:1     | 3:2    | 0:1    |         | 2:2     | 3:0    | 1:1    | 4:3    | 0:1    | 1:1     | 1:0    | 0:1    | 3:0     | 1:0    | 6:0    | 1:1    | 1:0    |
| Olympique Marseille | 1:1    | 1:1     | 2:2     | 3:0     | 1:1    | 1:3    | 2:0     |         | 3:2    | 3:1    | 3:2    | 1:0    | 3:1     | 4:0    | 2:0    | 1:0     | 1:0    | 4:0    | 3:0    | 2:1    |
| FC Metz             | 0:1    | 2:1     | 3:0     | 1:0     | 3:0    | 2:0    | 3:0     | 1:1     |        | 4:1    | 2:0    | 3:1    | 1:1     | 0:0    | 0:2    | 6:1     | 1:1    | 5:1    | 4:0    | 2:0    |
| AS Monaco           | 2:0    | 2:2     | 0:1     | 0:0     | 2:1    | 2:1    | 1:0     | 2:0     | 2:1    |        | 1:0    | 3:1    | 1:0     | 1:1    | 0:0    | 1:0     | 0:0    | 2:0    | 2:2    | 1:0    |
| AS Nancy            | 1:1    | 0:1     | 0:4     | 3:0     | 0:0    | 1:1    | 0:1     | 0:0     | 0:0    | 1:1    |        | 0:0    | 1:0     | 0:0    | 2:1    | 2:0     | 1:0    | 0:1    | 3:0    | 2:0    |
| FC Nantes           | 0:1    | 3:0     | 0:0     | 1:1     | 0:0    | 1:0    | 1:0     | 0:2     | 1:0    | 0:0    | 1:0    |        | 1:0     | 0:1    | 2:3    | 3:1     | 1:1    | 2:1    | 1:0    | 2:1    |
| OGC Nizza           | 2:0    | 0:0     | 0:4     | 2:1     | 3:1    | 3:1    | 1:0     | 2:1     | 3:1    | 1:0    | 1:0    | 1:1    |         | 0:2    | 1:0    | 1:0     | 1:0    | 1:0    | 2:2    | 1:4    |
| Paris Saint-Germain | 1:0    | 0:0     | 1:0     | 1:0     | 1:1    | 3:1    | 1:1     | 2:0     | 0:0    | 0:1    | 0:0    | 2:1    | 0:3     |        | 1:2    | 1:0     | 3:0    | 2:0    | 1:1    | 2:3    |
| Racing Paris        | 3:0    | 1:2     | 2:2     | 1:1     | 2:1    | 5:0    | 1:0     | 0:1     | 1:1    | 1:1    | 1:0    | 1:1    | 3:1     | 0:1    |        | 2:1     | 1:2    | 0:2    | 2:0    | 0:0    |
| Stade Rennes        | 1:3    | 0:1     | 0:2     | 1:2     | 0:1    | 1:2    | 1:0     | 0:0     | 0:1    | 0:1    | 0:0    | 1:3    | 1:0     | 0:0    | 1:0    |         | 0:0    | 1:0    | 2:0    | 0:0    |
| AS Saint-Étienne    | 1:1    | 2:0     | 1:1     | 0:0     | 1:1    | 1:0    | 1:0     | 0:1     | 0:0    | 0:0    | 0:0    | 0:0    | 1:0     | 1:0    | 4:0    | 2:0     |        | 1:1    | 1:0    | 0:0    |
| FC Sochaux          | 2:2    | 0:2     | 3:0     | 4:0     | 2:1    | 0:0    | 1:0     | 2:0     | 2:2    | 2:1    | 0:1    | 3:1    | 0:0     | 0:1    | 0:1    | 1:1     | 3:3    |        | 0:1    | 1:1    |
| SC Toulon-Var       | 1:1    | 0:0     | 2:3     | 3:0     | 0:0    | 0:0    | 1:0     | 0:0     | 2:0    | 1:3    | 1:0    | 1:1    | 2:0     | 1:1    | 1:0    | 2:0     | 2:1    | 0:0    |        | 3:2    |
| FC Toulouse         | 2:0    | 1:1     | 5:0     | 2:0     | 3:0    | 1:0    | 0:0     | 0:0     | 0:0    | 2:1    | 2:1    | 1:0    | 2:0     | 1:1    | 3:0    | 4:2     | 2:1    | 2:1    | 1:0    |        |

## Relegation
|            | Gesamt |           | Hinspiel | Rückspiel |
| ---------- | ------ | --------- | -------- | --------- |
| FC Sochaux | 1:2    | AS Cannes | 1:0      | 0:2       |

## Meistermannschaft Girondins Bordeaux
| 1.                 | Girondins Bordeaux |
| Girondins Bordeaux | - Tor: Dominique Dropsy (38/-) - Abwehr: Zoran Vujović (37/2), Léonard Specht (33/2), Jean-Christophe Thouvenel (33/2), Patrick Battiston (32/-), Alain Roche (28/-), Gernot Rohr (27/-), Laurent Lassagne (5/-) - Mittelfeld: Jean Tigana (37/-), René Girard (34/2), Jean-Marc Ferreri (33/4), Philippe Vercruysse (26/8), José Touré (13/5), Bernard Gimenez (3/-), Jérôme Gnako (1/-) - Sturm: Zlatko Vujović (35/12), Philippe Fargeon (18/15), Bernard Lacombe (16/5), Uwe Reinders (1/-) - Trainer: Aimé Jacquet |

Dazu kamen zwei Eigentore.

## Erfolgreichste Torschützen
| Pl. | Spieler              | Verein              | Tore |
| --- | -------------------- | ------------------- | ---- |
| 1   | Bernard Zénier       | FC Metz             | 18   |
| 2   | Gérard Buscher       | Brest Armorique FC  | 15   |
|     | Philippe Fargeon     | Girondins Bordeaux  | 15   |
| 4   | Enzo Francescoli     | Racing Paris        | 14   |
|     | Alberto Márcico      | FC Toulouse         | 14   |
|     | Carmelo Micciche     | FC Metz             | 14   |
| 7   | Éric Cantona         | AJ Auxerre          | 13   |
|     | Philippe Desmet      | OSC Lille           | 13   |
|     | Chérif Oudjani       | Racing Paris        | 13   |
|     | Jean-Pierre Papin    | Olympique Marseille | 13   |
|     | Víctor Rogelio Ramos | SC Toulon-Var       | 13   |
| 12  | Gérald Passi         | FC Toulouse         | 12   |
|     | Zlatko Vujović       | Girondins Bordeaux  | 12   |
| 14  | Robert Llorens       | Le Havre AC         | 11   |
|     | Yannick Stopyra      | FC Toulouse         | 11   |